# Вулиця Карасума
Вулиця Карасума (яп. 烏丸通り, Karasuma Dōri, досл. Вулиця воронячого кола) — головна вулиця напрямку південь-північ в центральній частині Кіото, Японія. Це частина Японської національної дороги 24 і Японської національної дороги 367. Під вулицею проходить Лінія Карасума місцевого метрополітену.